# Videix
Videix – miejscowość i gmina we Francji, w regionie Nowa Akwitania, w departamencie Haute-Vienne.
Według danych na rok 1990 gminę zamieszkiwały 252 osoby, a gęstość zaludnienia wynosiła 15 osób/km² (wśród 747 gmin Limousin Videix plasuje się na 389. miejscu pod względem liczby ludności, natomiast pod względem powierzchni na miejscu 405.).

## Populacja

Populacja Videix w latach 1962–2008